# Cryptobatrachus
Cryptobatrachus là một chi động vật lưỡng cư trong họ Cryptobatrachidae, thuộc bộ Anura. Chi này có 3 loài và 100% bị đe dọa hoặc tuyệt chủng.